# Monumento a Canapone
Il monumento a Canapone è un monumento situato in piazza Dante a Grosseto.

## Storia
Il monumento, dedicato al granduca Leopoldo II di Lorena che fu amichevolmente soprannominato "Canapone" dai grossetani, fu realizzato dallo scultore ascianese Luigi Magi poco prima della metà dell'Ottocento. La sua collocazione al centro di piazza delle Catene risale alla primavera del 1846.
Il monumento fu il coronamento della sistemazione generale della piazza principale della città per opera dell'ingegnere Angiolo Cianferoni; nell'occasione venne anche interrato il pozzo artesiano, situato nei pressi dell'imbocco di strada Ricasoli, necessario per il rifornimento idrico delle vicine abitazioni.

## Descrizione
Il monumento a Canapone è un gruppo scultoreo in marmo bianco collocato sopra un alto basamento con una scritta 
La statua centrale, di altezza superiore a tutte le altre, rappresenta il granduca Leopoldo II di Lorena, a cui è dedicata l'opera. Canapone presenta un volto rilassato, con la caratteristica barba e lo sguardo rivolto alla sua sinistra verso la donna dal volto triste che tiene con la sua mano sinistra risollevandola. La donna è la madre del bambino morente che si appoggia con la testa sulla sua coscia sinistra. La donna costituisce la rappresentazione allegorica della Maremma, il bambino morente del futuro a cui sembrava essere destinata. Tuttavia, nello sguardo della donna rivolto verso il granduca si scorgono segnali di speranza.
Con la mano destra, il granduca tiene un bambino nudo, di età superiore a quello scolpito nell'altra statua, che schiaccia con i suoi piedi un serpente che, al tempo stesso, viene morso da un grifone. Allegoricamente, questo bambino tenuto per mano dal granduca rappresenta il cambiamento positivo che Leopoldo II di Lorena è riuscito a dare per il futuro della terra di Maremma, contribuendo a debellare la malaria che viene rappresentata dal serpente morente, alla cui uccisione collabora anche il grifone che rappresenta la città di Grosseto, della quale il grifone è il simbolo che appare nello stemma comunale.

## Bibliografia

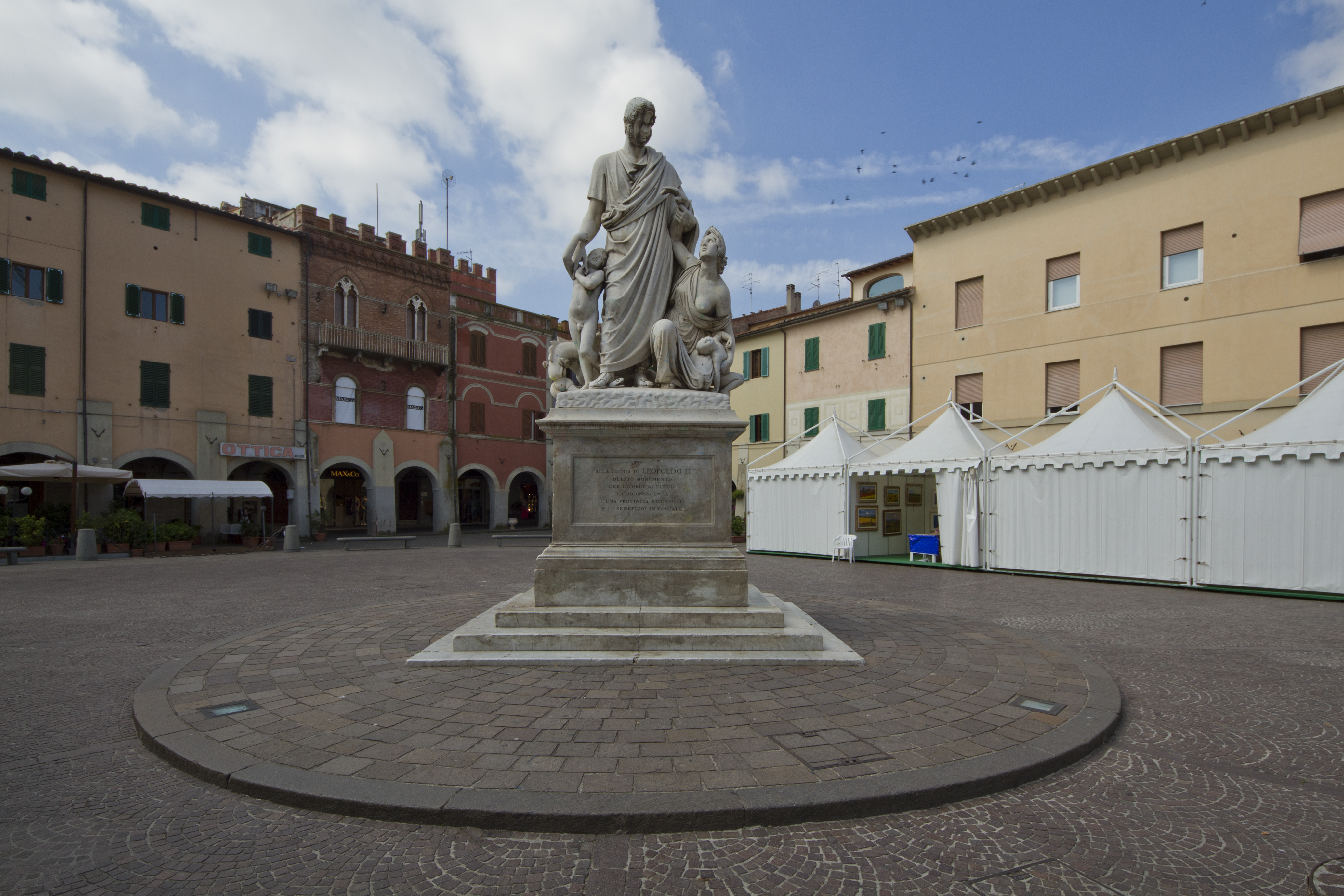
Il monumento al centro della piazza